# Фоссіл (Орегон)
Фоссіл (англ. Fossil) — місто (англ. city) в США, в окрузі Вілер штату Орегон. Населення — 447 осіб (2020).

## Географія
Фоссіл розташований за координатами 44°59′53″ пн. ш. 120°12′53″ зх. д. / 44.99806° пн. ш. 120.21472° зх. д. (44.997994, -120.214691).  За даними Бюро перепису населення США в 2010 році місто мало площу 2,04 км², уся площа — суходіл.

### Клімат
| Клімат : Фоссіл         | Клімат : Фоссіл | Клімат : Фоссіл | Клімат : Фоссіл | Клімат : Фоссіл | Клімат : Фоссіл | Клімат : Фоссіл | Клімат : Фоссіл | Клімат : Фоссіл | Клімат : Фоссіл | Клімат : Фоссіл | Клімат : Фоссіл | Клімат : Фоссіл | Клімат : Фоссіл |
| Показник                | Січ.            | Лют.            | Бер.            | Квіт.           | Трав.           | Черв.           | Лип.            | Серп.           | Вер.            | Жовт.           | Лист.           | Груд.           | Рік             |
| Абсолютний максимум, °C | 19,4            | 22,2            | 25,6            | 30,6            | 37,8            | 38,9            | 43,9            | 41,1            | 37,8            | 36,7            | 23,9            | 19,4            | 43,9            |
| Середній максимум, °C   | 5,4             | 8,4             | 11,4            | 15,2            | 19,8            | 23,8            | 29,5            | 29,0            | 24,7            | 18,5            | 9,9             | 6,1             | 16,8            |
| Середній мінімум, °C    | −4,2            | −2,7            | −1,6            | 0,1             | 2,8             | 5,9             | 7,6             | 7,4             | 4,6             | 1,4             | −1              | −3,1            | 1,4             |
| Абсолютний мінімум, °C  | −32,2           | −30             | −16,7           | −11,1           | −9,4            | −3,9            | −3,9            | −2,2            | −7,8            | −16,1           | −26,7           | −31,1           | −32,2           |
| Норма опадів, мм        | 40              | 29              | 34              | 32              | 39              | 33              | 10              | 12              | 18              | 29              | 43              | 43              | 364             |
| Днів з опадами          | 8               | 7               | 8               | 7               | 6               | 5               | 2               | 2               | 3               | 6               | 8               | 8               | 70,0            |
| ----------------------- | --------------- | --------------- | --------------- | --------------- | --------------- | --------------- | --------------- | --------------- | --------------- | --------------- | --------------- | --------------- | --------------- |
| Джерело:                |                 |                 |                 |                 |                 |                 |                 |                 |                 |                 |                 |                 |                 |

## Демографія
Згідно з переписом 2010 року, у місті мешкали 473 особи в 224 домогосподарствах у складі 124 родин. Густота населення становила 232 особи/км².  Було 265 помешкань (130/км²).
Расовий склад населення:
| - 92,4 % — білих - 2,7 % — корінних американців - 0,8 % — азіатів |

До двох чи більше рас належало 3,2 %. Частка іспаномовних становила 2,3 % від усіх жителів.
За віковим діапазоном населення розподілялося таким чином: 18,6 % — особи молодші 18 років, 49,3 % — особи у віці 18—64 років, 32,1 % — особи у віці 65 років та старші. Медіана віку мешканця становила 56,1 року. На 100 осіб жіночої статі у місті припадало 96,3 чоловіків;  на 100 жінок у віці від 18 років та старших — 89,7 чоловіків також старших 18 років.
Середній дохід на одне домашнє господарство  становив 45 434 долари США (медіана — 31 319), а середній дохід на одну сім'ю — 66 063 долари (медіана — 54 375). За межею бідності перебувало 19,6 % осіб, у тому числі 57,1 % дітей у віці до 18 років та 13,0 % осіб у віці 65 років та старших.
Цивільне працевлаштоване населення становило 163 особи. Основні галузі зайнятості: освіта, охорона здоров'я та соціальна допомога — 16,6 %, мистецтво, розваги та відпочинок — 14,1 %, публічна адміністрація — 13,5 %.